# 武州長瀬駅

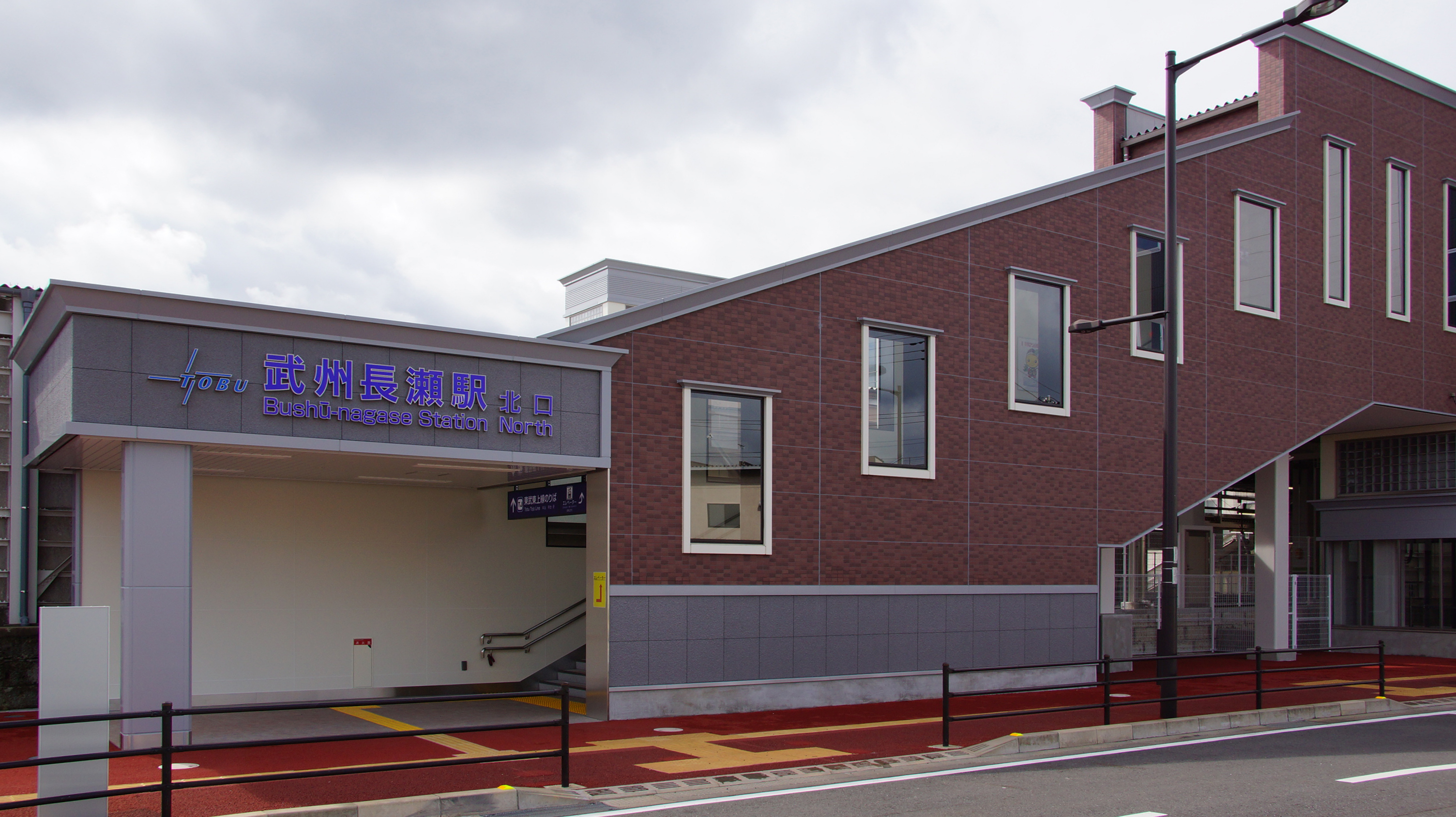
北口（2013年10月）

武州長瀬駅（ぶしゅうながせえき）は、埼玉県入間郡毛呂山町若山一丁目にある、東武鉄道越生線の駅である。駅番号はTJ 44。

## 歴史

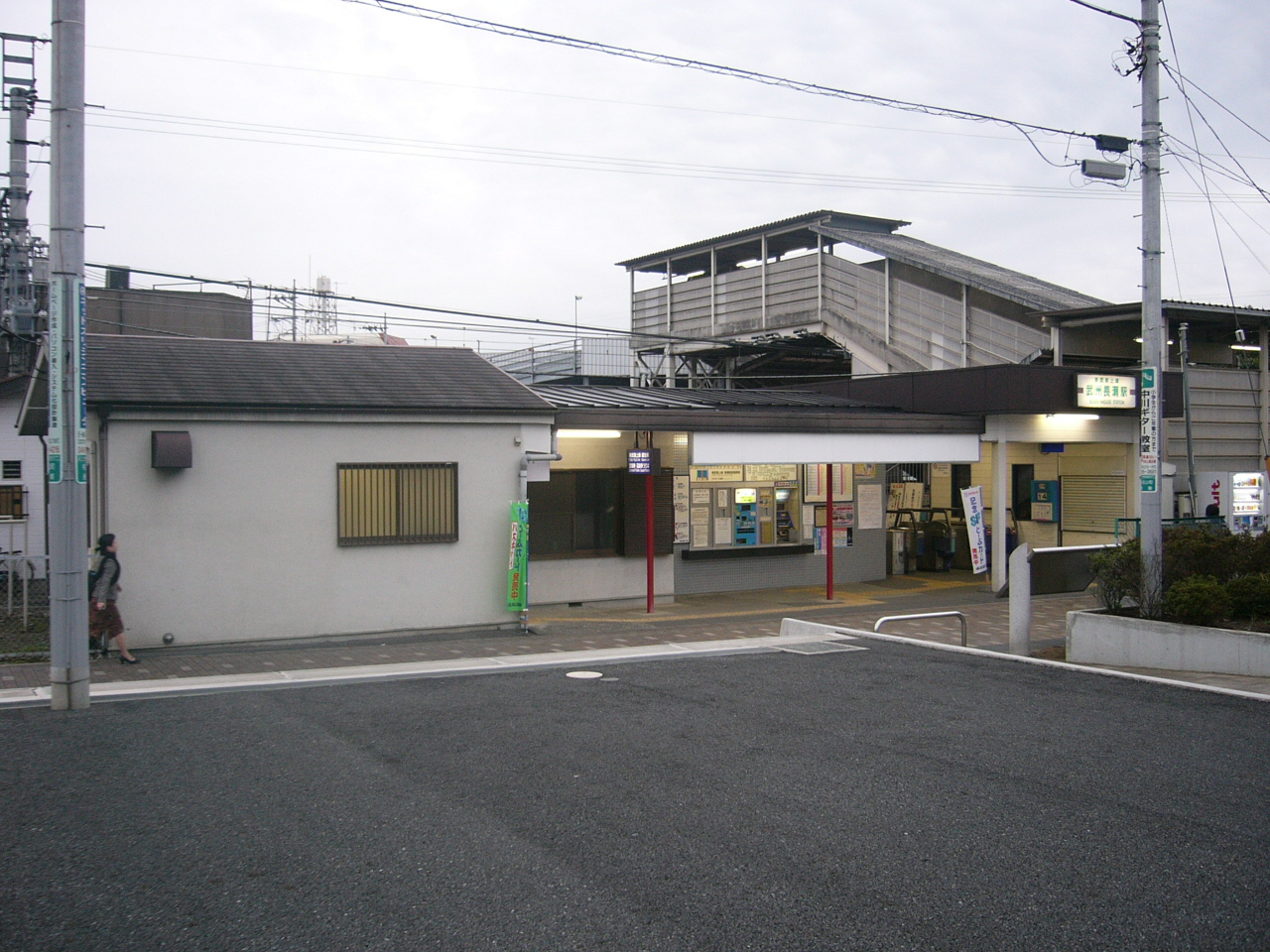
旧駅舎（2004年11月）

- 1938年（昭和13年）10月1日：開業[1]。

## 駅構造
相対式ホーム2面2線を有する地上駅で、橋上駅舎を有する。南口・北口・ホームと改札階を連絡するエレベーター、多機能トイレが設置されている。当駅から東毛呂駅までは複線区間である。
駅開設時は東毛呂駅側の踏切反対側に駅があったが、1960年（昭和35年）に武蔵野霊園が開園するのに合わせて1959年（昭和34年）に現在地に移動して駅員配置駅となった。また、長らく単式ホーム1面1線の棒線駅で線路の南側にホームがあったが、1987年（昭和62年）の当駅 - 東毛呂駅間の複線化にあわせて現在の2面2線のホーム構造となり交換駅となった。
このように当駅は武蔵野霊園の開設が発展に繋がった駅で、現在も一部が駅前通りとなっている踏切付近から武蔵野霊園に伸びる直線道路はその時に出来たもので、橋上駅舎になるまで南側に出口があったのはこのためである。
駅北側周辺で北口駅前広場や駅前通り（都市計画道路長瀬駅前野久保線）新設を含めた土地区画整理事業が行われている。また、北口開設および自由通路の設置を含めた橋上駅舎への建替工事が行われ、2013年10月に完成した。
坂戸駅管区傘下にある駅長配置駅で、越生線全駅（坂戸駅を除く）を管理する。

### のりば
| 番線 | 路線   | 方向 | 行先     |
| ---- | ------ | ---- | -------- |
| 1    | 越生線 | 下り | 越生方面 |
| 2    | 越生線 | 上り | 坂戸方面 |

- 坂戸から先の東上本線は、坂戸駅で乗り換えとなる。

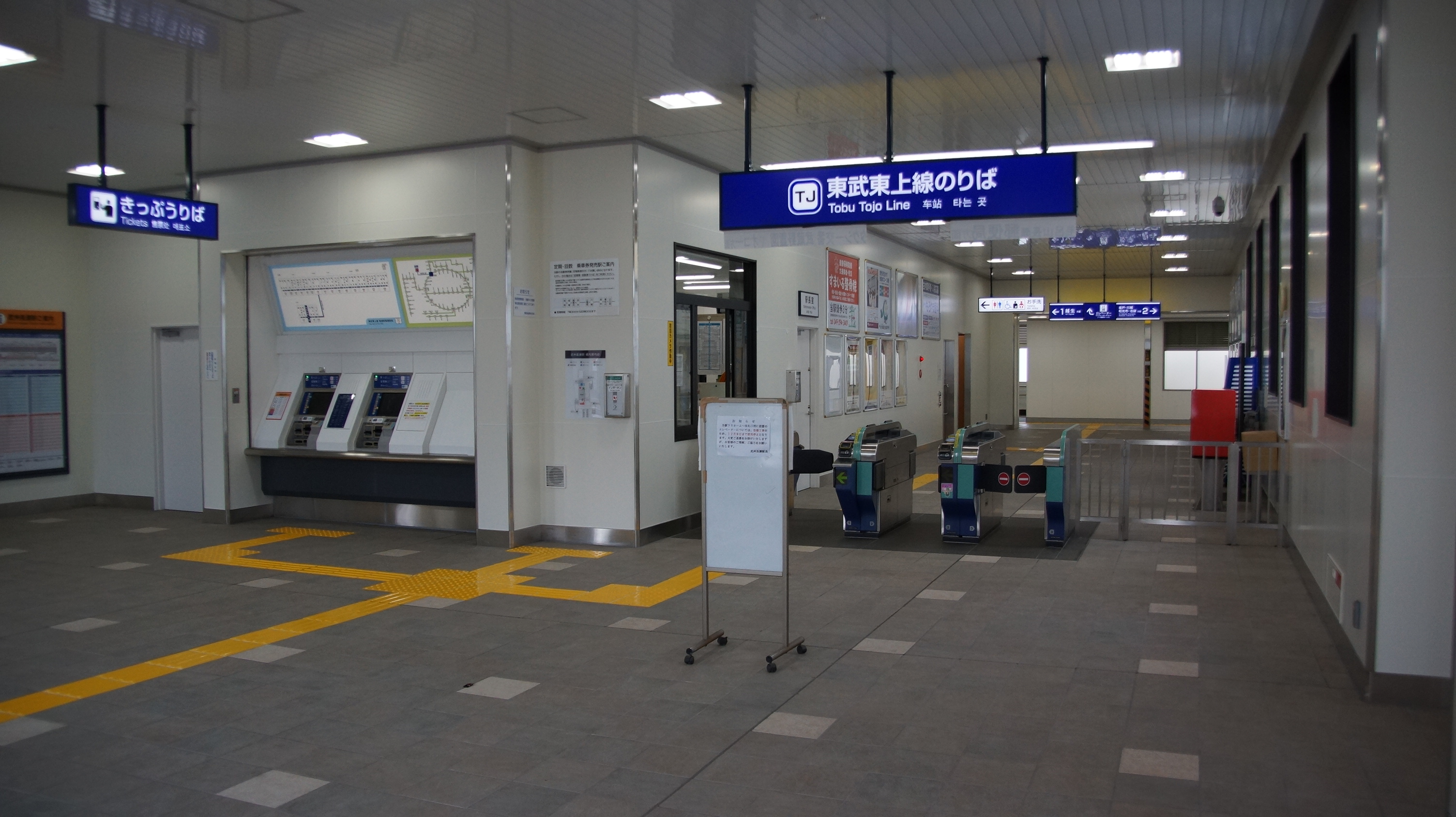
改札口（2013年10月）
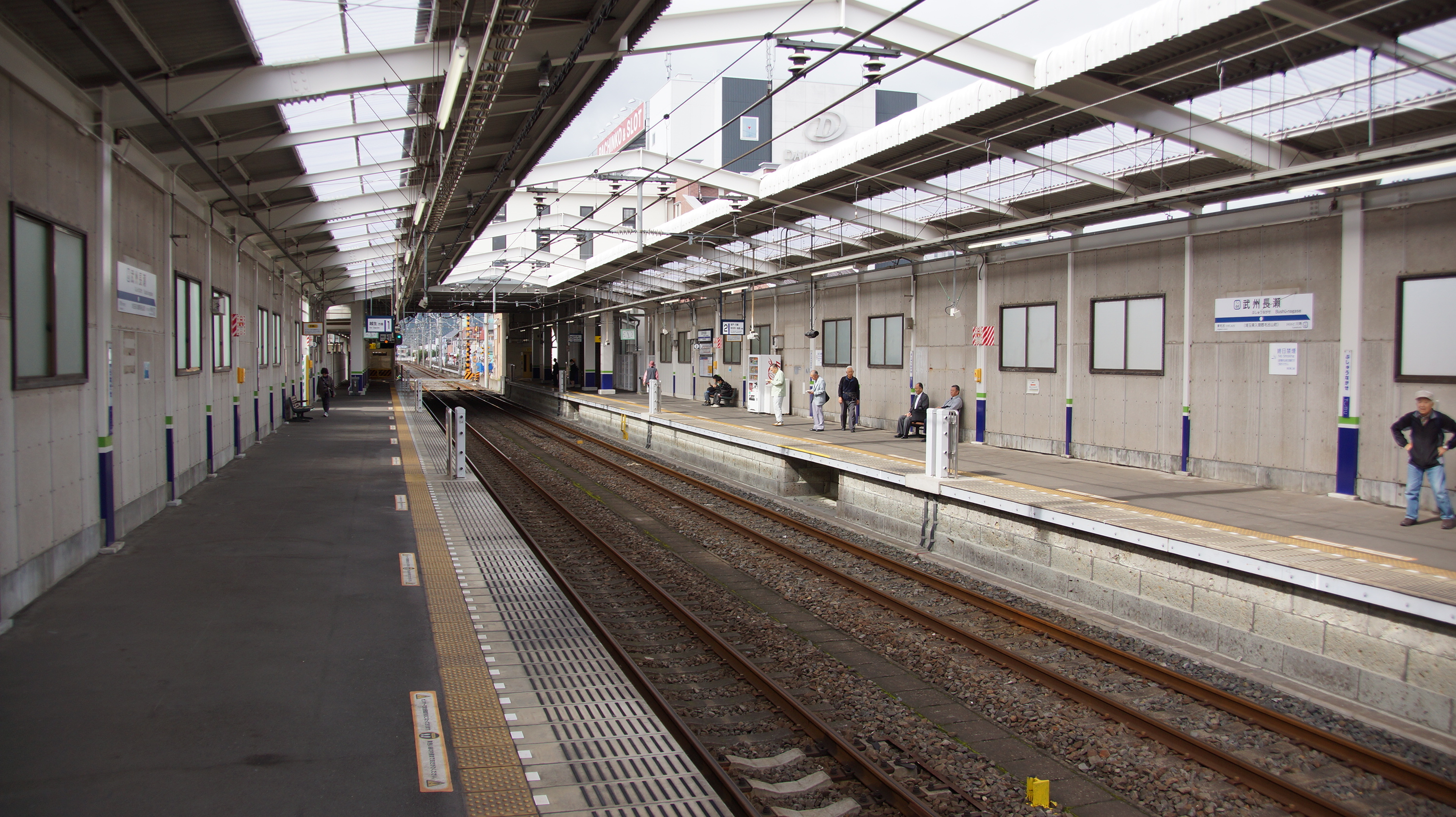
ホーム（2013年10月）

## 利用状況
2024年度の1日平均乗降人員は3,757人である。
近年の1日平均乗降人員の推移は下表のとおりである。
| 年度               | 1日平均 乗降人員 | 出典        |
| ------------------ | ---------------- | ----------- |
| 2015年（平成27年） | 4,563            | [ 東武 3 ]  |
| 2016年（平成28年） | 4,491            | [ 東武 4 ]  |
| 2017年（平成29年） | 4,496            | [ 東武 5 ]  |
| 2018年（平成30年） | 4,461            | [ 東武 6 ]  |
| 2019年（令和元年） | 4,353            | [ 東武 7 ]  |
| 2020年（令和02年） | 3,074            | [ 東武 8 ]  |
| 2021年（令和03年） | 3,293            | [ 東武 9 ]  |
| 2022年（令和04年） | 3,693            | [ 東武 10 ] |
| 2023年（令和05年） | 3,734            | [ 東武 11 ] |
| 2024年（令和06年） | 3,757            | [ 東武 1 ]  |

## 駅周辺
南口・北口の駅前広場にはロータリーがあり、タクシーやバスの発着が可能である。周辺は住宅地である。近隣には城西大学、明海大学、日本医療科学大学、埼玉医科大学が所在し、学生の居住も多い。
- 武蔵野霊園
- 新しき村
- 毛呂山町歴史民俗資料館
- 長瀬銀座商店街
- 毛呂山長瀬郵便局
- 埼玉縣信用金庫 長瀬支店
- 東和銀行 長瀬支店
- ヤオコー 長瀬店
- イオンタウン 毛呂山店

## バス路線
最寄りのバス停は「武州長瀬駅（北）」停留所と「武州長瀬駅（南）」停留所であり、下記の各路線が発着する。
| 乗り場           | 運行事業者 | 系統               | 行先 | 備考     |
| ---------------- | ---------- | ------------------ | ---- | -------- |
| 武州長瀬駅（北） | もろバス   | めじろ号 2コース   | 役場 | 平日運行 |
| 武州長瀬駅（北） | もろバス   | やぶさめ号 1コース | 役場 | 平日運行 |
| 武州長瀬駅（北） | もろバス   | やぶさめ号 3コース | 役場 | 平日運行 |
| 武州長瀬駅（南） | もろバス   | めじろ号 1コース   | 役場 | 平日運行 |
| 武州長瀬駅（南） | もろバス   | やぶさめ号 2コース | 役場 | 平日運行 |

なお、日曜・祝日と年末年始（12月29日 - 翌年1月3日）は全便運休となる。

## 隣の駅
東武鉄道
 越生線
川角駅 (TJ 43) - 武州長瀬駅 (TJ 44) - 東毛呂駅 (TJ 45)